# Carrier Routing System

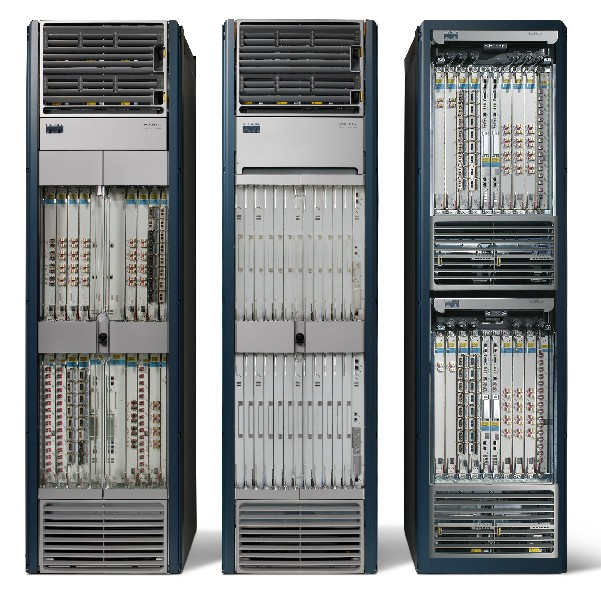
2 × CRS-1 16 (front+rear) en 2 × CRS-1 8 slots in een kast (rechts)

Carrier Routing System of CRS-1 is het high-end-platform van netwerkfabrikant Cisco. Het CRS-1-platform is bedoeld om ingezet te worden als transportrouter in de core van een internetprovidernetwerk.

## Backbone-infrastructuur
Het CRS-1-platform is bedoeld om ingezet te worden in de backbone van breedbandnetwerkproviders. Dit platform biedt een redundant, high-availability-platform met een eigen netwerk operating system: Cisco's IOS-XR.

## Modellen
Op dit moment (augustus 2010) bestaat het CRS-1-platform uit 3 modellen in een lijn.
| Model                       | aantal slots | totale switching-capaciteit | Afmetingen in cm. L × B × H zie opmerking hier                               | max power consumption max. vermogen van voedingen | max. aantal (10)Gb ethernetM interfaces | Link productliteratuur plus: Algemene PDF brochure CRS-1 serie            |
| --------------------------- | ------------ | --------------------------- | ---------------------------------------------------------------------------- | ------------------------------------------------- | --------------------------------------- | ------------------------------------------------------------------------- |
| CRS-1 4 slots single shelf  | 4            | 320 Gb/s                    | 76,9 × 44,8 × 76,91                                                          | 2551 watt 4 kW                                    | 32                                      | Introductie 4 slots CRS-1 Interactieve presentatie CRS-1:4                |
| CRS-1 8 slots single shelf  | 8            | 640 Gb/s                    | 99,06 × 44,45 × 93,0                                                         | 4834 watt 7 kW                                    | 64                                      | Introductie 8 slots CRS-1 Cisco CRS-1 8-Slot Single-Shelf System          |
| CRS-1 16 slots single shelf | 16           | 1,2 Tb/s                    | 213,36 × 59,94 × 91,44                                                       | 9630 watt 13,2 kW                                 | 128                                     | Presentatie 16 slots CRS-1 Cisco CRS-1 16-Slot Single-Shelf System        |
| CRS-1 multishelf platform   | 1152         | 92 Tb/s                     | 213,36 × 59,94 × 91,44 afmetingen per shelf maximaal 48 shelfs te koppelen   |                                                   | 8216                                    | Algemene PDF brochure CRS-1 serie Cisco CRS-1 24-Slot Fabric-Card Chassis |
| CRS-3 4 slots single shelf  | 4            | 1,12 Tb/s                   | 76,2 × 47,12 × 76,91                                                         | ? 4 kW                                            | 80 (56)                                 | CRS-3 Video datasheet                                                     |
| CRS-3 8 slots single shelf  | 8            | 2,24 Tb/s                   | 99,06 × 44,45 × 93,0                                                         | ? 7 kW                                            | 160 (104)                               |                                                                           |
| CRS-3 16 slots single shelf | 16           | 4,48 Tb/s                   | 213,36 × 59,94 × 91,44                                                       | ? 13,2 kW                                         | 320 (208)                               |                                                                           |
| CRS-3 multishelf platform   | 1152         | 322 Tb/s                    | 213,36 × 59,94 × 91,44 afmetingen per shelf maximaal 72+8 shelfs te koppelen |                                                   |                                         |                                                                           |

### Afmetingen
De 16-slots en mult-shelf routers zijn uitgevoerd als full-size 19" kasten. De opgegeven maten mbt de diepte van de systemen zijn exclusief de front-cover en het kabel-managementsysteem. De diepte neemt 10 centimeter toe met deze componenten.
Met kabel-managementsysteem wordt dit voor het de 8 slots systeem 102,87 cm en het 16-slots systeem 100,84 cm diep. De CRS 1 - 4-poorts heeft altijd een kabelmanagement-systeem geïntegreerd net boven de interface modules. De afmetingen van de CRS-3 zijn hetzelfde als die voor de CRS-1 omdat ze hetzelfde chassis gebruiken,
De 24-slots multishelfs 105,41 cm diep met kabelmanagement.

### Gewicht
Het 4-slots chassis weegt leeg 117,9 kilo en volledig uitgerust met voedingen, line-cards en interface-modules maximaal 163,7 kilo
De 8-slots router weegt leeg 148,9 kilo en volledig geconfigureerd met power-modules, lijnkaarten en interfaces maximaal 292,5 kilo.
Een kale 16 slots single-shelf chassis weegt 425 kilogram en 723 kilo met voedingen en alle slots bezet. Een 24 slots kast in een multi-shelf opstelling weegt kaal 355 kilo en volledig bezet 740 kilo.

### Voedingen
Alle CRS-systemen kunnen ofwel met 200-240 volt wisselspanning met een 3-fase aansluiting OF met −48 (USA)/ −60 (Europa) volt gelijkspanning gevoed worden.
Voor AC-systemen is de nominale spannings-range 200-240 volt en het totale bereik is 180 - 264 volt bij 50 of 60 Hz.
Voor het −48/−60 volt DC-systeem is de werkbare range −40 tot −72 volt DC.
Een mix binnen een shelf/chassis is NIET mogelijk. De 4-slots router heeft twee aparte voedingen. Bij gebruik van de 230 V uitvoering zijn gescheiden stroomgroepen noodzakelijk en bij de 48/60 V DC-voedingen is het aanbevolen om gescheiden bronnen te gebruiken.
Voor de 8 slots en grotere modellen is ook bij DC voeding het noodzakelijk om aparte voedingsbronnen te hebben. Voor het DC systeem zijn 3 aparte DC ingangen per voeding nodig bij single shelf systemen
 en 4 DC ingangen voor multi-shelf chassis.
Een AC-voeding bevat drie gelijkrichters elk, de DC voedingen bevatten 3 of 4 DC Power Entry Modules'.
De stroomvoorziening aan het chassis is zodanig dat de router normaal blijft doorwerken als een van de voedingsbronnen of interne voedingen uitvalt. Bij de uitval van een van de twee voedingen kunnen wel een deel van de ventilatoren uitvallen, maar de router werkt verder normaal. Als beide voedingen werken dan voeden ze samen het systeem via load-balancing.
Intern gebruiken de systemen gelijkspanning. Een AC-voedingsmodule bestaat o.a. uit een drietal gelijkrichters die de 200-240 V AC omzet naar −57 V DC.

## Architectuur
De CRS-1- en CRS-3 serie bestaat uit een drietal single shelf-routers en een zeer modulaire multi-shelf. Alle CSR-modellen zijn voor gebruik in de backbone van een (breedband)internetprovider; er zijn dus geen instap-modellen van deze serie: alle routers zijn redundant opgebouwd met standaard een dubbele voeding, De singleshelfrouters hebben een ingebouwde switch fabric-module, de switch-fabric-kaarten kunnen aan de achterkant van de router geplaatst worden. Voor de multishelf is er een eigen switch-fabric-module nodig.
De CRS-3 is de opvolger van de CSR-1 en draait op dezelfde chassis, alleen is de switching-capaciteit per lijnkaart/interface-module ruim verdrievoudigd van 40 Gb/s naar 140 Gb/s per lijnkaart/IM. De nieuwe CRS-3 werd in maart 2010 aangekondigd door Cisco.

## Upgrade CRS-1 naar CRS-3
Bestaande klanten van de CRS-1 (volgens opgave van Cisco zijn er wereldwijd zo'n 5.000 stuks CRS-1-systemen in gebruik), kunnen upgraden naar de CRS-3 terwijl de router door blijft draaien: de modules kunnen door elkaar heen gebruikt worden. De bestaande Interface Modules bieden echter maar 40 Gb/s onafhankelijk welke switch-module erachter zit. Deze IM's zijn ontwikkeld met de 40 Gb/s switch-modules in gedachten. Voor de nieuwe CRS-3 140 Gb/s switch-fabric-kaarten is er echter de nieuwe enkelpoorts 100 Gb/s ethernet-module, de 14 en 20 poorts 10 Gb die wel optimaal gebruikmaken van de nieuwe capaciteit.

### CRS-3 als core voor de NextGen IP netwerken
AT&T testte de CRS-3 in haar live-netwerk op basis van 100Gb ethernet backbone en het Nederlandse KPN Telecom heeft het CRS-3 platform gekozen als basis voor haar nieuwe NextGen IP backbone

### Componenten CRS-1 4 ports
De CRS-1 4 poorts router heeft de volgende componenten:
- 2 × 8-Slot Line Card Chassis Route Processo (=zelfde route-processor als de 8 slots router)
- 4 × CRS4 4 slots fabric card
- 4 × AC- of DC-voeding
- ventilator-lade

Optioneel/Keuze-items:
- 4 × Modular Service Card
- 4 × PLIM Interface cards (zie overzicht)

### Componenten CRS-1 8 ports
De CRS-1-4-poorts-router heeft de volgende componenten:
- 1 × 8-Slot Line Card Chassis Route Processor
- 4 × CRS4 8 slots fabric card
- 2 × AC of DC voeding
- 2 × ventilator-lade

Optioneel/Keuze-items:
- 1 × 8-Slot Redundant Line Card Chassis Route Processor
- 8 × Modular Service Card - Line card
- 8 × PLIM Interface cards (zie overzicht)

### Componenten CRS-1 16 ports
- 2 route processors (CRS-16-RP)
- 2 CRS-1 16 ventilator-controllers
- Eight CRS-1 16 fabric cards
- 2 × voedingsbron lades
- 2 alarmkaarten
- 2 ventilator-kaarten
- ventilatorfilter

Optioneel/Keuze-items:
- 16 CRS-1 line cards
- 16 CRS-1 PLIMs

### Componenten CRS-1 Multishelf
De multishelfrouter bestaat uit 2 tot 72 line-cardshelves en 1 tot 8 switching-shelves. Een maximaal systeem bestaat dan uit 80 kasten. De fabrix-shelves bieden plaats aan 24 fabric switching kaarten terwijl de interface/line-cardkasten plaats bieden aan 8 of 16 line-cards
De switch-fabric kaarten, op de single-shelfrouters geplaatst aan de achterkant van de router
Het aantal slots dat genoemd wordt is altijd het aantal interface-kaarten: in de 4-poorts-switch kan dus 4 interface-kaarten plaatsen etc.

## Route processor
Voor alle CRS-1 en CRS-3 is er de distributed routing processor en de RP's voor de 8 en 16 kaarts chassis voor de CRS-1 en CRS-3. De routing processor zorgt voor de afhandeling van het IP routing proces: de routerings-protocollen zoals OSPF, BGP-4, IS-IS etc. Tevens ondersteunt het IPv4 en IPv6, IPsec en ICMP
De RP is ook verantwoordelijk voor het Multiprotocol Label Switching ofwel MPLS en de overige afhandeling op OSI level 3 op protocol niveau.

## Lijn- en chassiskaarten
Elke interface module heeft in principe een dedicated line-card of Modular Service kaart die rug and rug staan in de single0shelf routers. De lijnkaart zorgt voor de lokale afhandeling van de layer-3 van de betreffende kaart: IP, MPLS, access-control lists etc. De capaciteit van de MSC is 40Gb per kaart switching-power via speciale ASICs

### Modular power supply
Voor de multishelf-systemen is er de MPS. Voor de 8-slots-shelfs heeft die een vermogen van 3 of 6 kW in 240-volts-AC-modus en 2,1 tot 6,3 kW in -48-VDC-of -60-VDC-systemen.

Voor de 16-slots-MPS is het AC-vermogen te kiezen tussen 3 en 12 kW en voor de DC-oplossing tussen 4,2 en 12,6 kW.

Voor de 24-poorts-fabric-shelves is er voor de AC-oplossing te kiezen uit 3, 6 of 9 kW en bij DC van 2,1 tot 8,4 kW

## Interfacemodules
De interfacemodules zijn te gebruiken in de meeste modellen van het platform. Je hebt lijnkaarten die een aantal interfaces van hetzelfde type bieden op de kaart: deze oplossing biedt vaak de hoogste dichtheid aan interfaces en je hebt de shared port adaptor waarbij je een basis-kaart in de router plaatst en in die basis-kaart kunnen dan de verschillende types interfaces plaatsen. Dit laatste kan van belang zijn als je maar een enkele of weinig interfaces van een bepaald type hebt en niet een hele lijnkaart wil opofferen. Bijvoorbeeld als je backbone verbindingen hebt met andere providers of 'oude' delen van je netwerk en maar 1 of 2 STM4 SONET interfaces nodig hebt.

### Shared Port Adapter
De shared-port-adaptors zijn te krijgen voor POS, SRP en 802.17 voor tussen OC3/STM1, OC12/STM4, OC48/STM16 en OC192/10Gig glasvezel interfaces
Daarnaast zijn er SPA's voor Gigabit Ethernet in 2,5, 8 en 10 poorts en 1 poorts 10Gb ethernet. Ten slotte zijn er nog enkelpoorts E3/T3 Clear Channel shared port adapters beschikbaar.
In een IM voor SPA kunnen 6 standaard of 3 dubbelhoge PA's geplaatst worden.

### Ethernet interface kaarten
De 'gewone' interface lijnkaarten (met een type interface per lijnkaart) voor ethernet based verbindingen bestaan in de volgende varianten:
- 4 en 8 poorts 10Gb ethernet LAN/WAN module met SFP optische slots
- 4 en 8 poorts 10Gb ethernet in long reach single mode glasvezel (=SMF) 1310 nM, bereik 10 km (LX/LH)
- 4 en 8 poorts 10Gb ethernet in extended reach SMF 1550 nM, bereik 40 km (ER)
- 4 en 8 poorts 10Gb ethernet in extended reach SMF 1530-1560 nM DWDM, bereik 80 km
- 42 poorts Gigabit ethernet module met RJ-45 koper of fibre SX, LX/LH en ER
- 4 poorts instelbare DWDM 10 Gb poorten

### Packet over SONET/SDH
Alle Packet over SONET/SDH/POS modules (inclusief de eerder genoemde Shared Port Adapters)ondersteunen PPP en HDLS volgens RFC 1615, RFC 1619 en RFC 1662.
Voor de CRS-1 zijn beschikbaar:
- enkelpoorts OC768/STM256 POS module=40Gb. Omdat per lijkaart 'slechts' 40Gb switchingvermogen bestaat in de CRS-1 kan deze module alleen enkelpoorts worden uitgeboerd. Deze is in SR, LR and instelbare WDM uitvoering beschikbaar
- vierpoorts OC192/STM64 POS module=4 × 10Gb
- 16 poorts OC48/STM16 POS = 16 × 2,5 Gb

Als single mode fiber optische interfaces is de short-reach SR 1310 nM (2 km) of de 1550 nM LongReach uitvoering (80 km).

## De CRS-3 lijn
Nadat de CRS-1 serie op de markt was gebracht om ISP's een dedicated backbone routing systeem te bieden dat schaalbaarder en vooral robuuster (minder single point of failures BINNEN een router) alsmede een bijbehorend nieuw Netwerk Operating Systeem, heeft Cisco later de CRS lijn uitgebreid met de CRS-3 serie. De CRS-3 serie biedt qua uitvoeringen dezelfde opties als de CRS-1: 4, 8 en 16 slots single-shelf routers en een multi-shelf router. Het CRS-3 platform is compatibel met CRS-1 en het gebruikt hetzelfde chassis. Als een ISP overstapt van CRS-1 naar -3 kan hij de oude chassis en interface modules blijven gebruiken; maar de switching capaciteit wordt verdrievoudigd.

### Nieuwe CRS-3 only interface modules
De sitch-fabric kaarten ondersteunen nu 140 Gb/s switching-capaciteit in vergelijking met de 40 Gb/s van de CRS-1. De meeste bestaande IM's voor zowel de CRS-1 als -3 hebben daarom een maximale capaciteit van 40 Gb (=4 × 10Gb ethernet of POS, 1 × 40Gb/STM256 POS, 42 × 1 Gb ethernet etc). De bestaande 8 poorts 10Gb kunnen nu op wire-speed worden gebruikt en tevens is er de 1 poorts 100Gb ethernet en de 14 en 20 poorts 10 GE ethernet IM's

## Netwerk Operating Systeem
Alle gewone routers en switches van Cisco draaien onder Cisco IOS, maar de CRS-1 (en optioneel ook de Cisco 12000 series backbone routers) draaien op het nieuwe IOS-XR welke qua opbouw en architectuur geheel nieuw is opgezet en optimaal gebruikmaakt van de nieuwe architectuur. Het OS is inherent stabieler dan het oude IOS.